# Liste der Kulturdenkmäler in Erlenbach bei Dahn
In der Liste der Kulturdenkmäler in Erlenbach bei Dahn sind alle Kulturdenkmäler der rheinland-pfälzischen Ortsgemeinde Erlenbach bei Dahn einschließlich des Ortsteils Lauterschwan aufgeführt. Grundlage ist die Denkmalliste des Landes Rheinland-Pfalz (Stand: 31. August 2023).

## Denkmalzonen
| Bezeichnung                           | Lage                                                                        | Baujahr         | Beschreibung | Bild                           |
| ------------------------------------- | --------------------------------------------------------------------------- | --------------- | --- | ------------------------------ |
| Denkmalzone Burg Berwartstein         | südlich des Ortes Lage                                                      | 12. Jahrhundert | im 12. Jahrhundert erstmals erwähnt, seit 1591 Ruine, im späten 19. Jahrhundert zu Wohnzwecken ausgebaut; Oberburg teilweise aus dem Fels gehauen, etwa zwei Geschosse hoch staufisch, drittes Geschoss mit Türmen und Altanen vom Ende des 19. Jahrhunderts; Kern der Unterburg der mittelalterliche sogenannte Rittersaal, Reste der Ringmauer und einer der vier Flankierungstürme erhalten; Vorburg, Ende des 15. Jahrhunderts | weitere Bilder Fotos hochladen |
| Denkmalzone Burgruine Kleinfrankreich | südlich von Berwartstein auf dem nördlichen Ausläufer des Nestelberges Lage | 1484            | Vorwerk der Burg Berwartstein, zweigeschossiger Rundturm, Reste der Ringmauer, wohl von 1484 | Fotos hochladen                |

## Einzeldenkmäler
| Bezeichnung                                          | Lage                                                            | Baujahr                            | Beschreibung | Bild                           |
| ---------------------------------------------------- | --------------------------------------------------------------- | ---------------------------------- | --- | ------------------------------ |
| Kruzifix und Grabmäler                               | Am Grünberg, bei Nr. 31 auf dem Friedhof Lage                   | ab 1822                            | Kruzifix, Sandstein, bezeichnet 1838; zwei Grabmäler, 1822 und 1825 | weitere Bilder Fotos hochladen |
| Quereinhaus                                          | Bergstraße 1 Lage                                               | 18. Jahrhundert                    | Fachwerk-Quereinhaus, 18. Jahrhundert, massives Erdgeschoss bezeichnet 1892 | weitere Bilder Fotos hochladen |
| Hedwigshaus                                          | Binsenhohlstraße 1/3 Lage                                       | 1810                               | vierflügelige Hofanlage, im Wesentlichen aus dem 19. Jahrhundert, mit Hedwigshaus, eingeschossiger Mansardwalmdachbau mit Stichbogenfenstern, 1810; Hofeinfahrt mit Sandsteintorpfosten; Einfriedungsmauer | weitere Bilder Fotos hochladen |
| Wohnhaus                                             | Grünheckstraße 2 Lage                                           |                                    | winkelförmiges Fachwerkhaus, teilweise massiv | weitere Bilder Fotos hochladen |
| Wohnhaus                                             | Grünheckstraße 3 Lage                                           | 1810                               | Krüppelwalmdachbau, bezeichnet 1810, teilweise Fachwerk, eventuell älter | weitere Bilder Fotos hochladen |
| Wohnhaus                                             | Grünheckstraße 7 Lage                                           | Mitte des 18. Jahrhunderts         | Unterstallhaus; Fachwerkbau, teilweise massiv, Mitte des 18. Jahrhunderts | weitere Bilder Fotos hochladen |
| Brunnen                                              | Hauptstraße, gegenüber der Abzweigung Binsenhohlstraße Lage     |                                    | Laufbrunnen | weitere Bilder Fotos hochladen |
| Wohnhaus                                             | Hauptstraße 3 Lage                                              | 1832                               | Fachwerkhaus, teilweise massiv, Krüppelwalmdachbau, angeblich bezeichnet 1832 | weitere Bilder Fotos hochladen |
| Schulhaus                                            | Hauptstraße 6 Lage                                              | spätes 19. Jahrhundert             | ehemalige Schule; spätklassizistischer Putzbau, spätes 19. Jahrhundert | weitere Bilder Fotos hochladen |
| Quereinhaus                                          | Hauptstraße 10 Lage                                             | 1834                               | Quereinhaus, angeblich bezeichnet 1834, teilweise Fachwerk aus dem 18. Jahrhundert | weitere Bilder Fotos hochladen |
| Katholische Kirche Mariä Himmelfahrt und St. Ägidius | Hauptstraße 11 Lage                                             | 1900                               | neoromanischer Saalbau, 1900 | weitere Bilder Fotos hochladen |
| Wohnhaus                                             | Hauptstraße 42 Lage                                             | 1842                               | Fachwerkhaus, teilweise massiv, bezeichnet 1842, Fachwerk aus dem 18. Jahrhundert | weitere Bilder Fotos hochladen |
| Brunnen                                              | Hauptstraße, gegenüber Nr. 44 Lage                              | zweite Hälfte des 19. Jahrhunderts | Laufbrunnen, zweite Hälfte des 19. Jahrhunderts | weitere Bilder Fotos hochladen |
| Wegekreuz                                            | westlich des Ortes am Weg nach Bundenthal; Distrikt Blauel Lage | 1767                               | Wegekreuz; barockes Schaftkreuz, bezeichnet 1767 | BW                             |
| Kreuz                                                | Lauterschwan, Kirchstraße, in Nr. 16 Lage                       | 1589                               | in der Katholischen Kapelle: Steinkreuz, bezeichnet 1589 | Fotos hochladen                |